# George Tryon (wiceadmirał)
George Tryon (ur. 4 stycznia 1832 w Bulwick Park w Northamptonshire, zm. 22 czerwca 1893 na Morzu Śródziemnym w pobliżu Trypolisu) − brytyjski oficer, wiceadmirał Royal Navy, dowódca Floty Śródziemnomorskiej, który zginął na swoim okręcie flagowym HMS „Victoria” po jego katastrofie w manewrach u wybrzeży Libanu.

## Życiorys
Był synem Thomasa Tryona i Anny Trollope. Po ukończeniu Eton College w 1848 roku wstąpił do Royal Navy jako kadet na HMS „Wellesley”. Dwa lata później został promowany do stopnia midszypmena. Podczas wojny krymskiej służył na morzu Czarnym, w 1855 roku awansując do stopnia porucznika (Lieutenant). W 1858 roku został wyróżniony przydziałem do eskorty królowej Wiktorii w jej podróży do Cherbourga. Awansowany do stopnia Commandera (odpowiednik komandora porucznika) w 1860 roku, w roku następnym wszedł w skład załogi HMS „Warrior”, pierwszego brytyjskiego pełnomorskiego okrętu pancernego. W 1864 roku otrzymał swoje pierwsze dowództwo, zaś w 1866 roku został promowany do stopnia komandora (Captain).
W 1868 roku został kawalerem Orderu Łaźni, za swój udział w zaopatrzeniu ekspedycji abisyńskiej sir Roberta Napiera. 5 kwietnia 1869 roku poślubił w Londynie Clementinę Charlottę Heathcote, córkę Gilberta Johna Heathcote, 1. lorda Aveland. W 1871 roku został prywatnym sekretarzem George’a Goschena, Pierwszego Lorda Admiralicji. Następnie powrócił do służby na morzu, dowodząc żelazną fregatą „Raleigh” i pancernikiem wieżowym „Monarch”. W kwietniu 1884 roku został mianowany kontradmirałem (Rear Admiral), z przydziałem na powstającą placówkę Royal Navy w Australii (Australian Station). Został jej pierwszym dowódcą, przybywając do Sydney 22 stycznia 1885 roku. W Australii dał się poznać jako zwolennik utworzenia niezależnej, pełnomorskiej floty kolonialnej, która miała zastąpić w obowiązkach stacjonujące na antypodach jednostki brytyjskie. Ponieważ było to postępowanie niezgodne z polityczną linią Admiralicji, admirał Tryon został odwołany ze stanowiska i opuścił Sydney 19 kwietnia 1887 roku.
Po powrocie do Wielkiej Brytanii George Tryon został odznaczony komandorią Orderu Łaźni, zaś w 1889 roku mianowany wiceadmirałem (Vice Admiral). Dwa lata później został dowódcą Floty Śródziemnomorskiej. Podczas letnich manewrów 1893 roku, 22 czerwca u wybrzeży libańskich niedaleko Trypolisu, jego okręt flagowy, „Victoria”, została wskutek błędnego rozkazu staranowana i zatopiona przez pancernik „Camperdown”. Zginęło 358 członków załogi „Victorii”, wśród nich admirał George Tryon. Prowadzone dochodzenie wykazało jego błędy w dowodzeniu i zdecydowało o jego winie za tragedię.
Syn admirała Tryona, George Clement Tryon, był w późniejszych latach członkiem Parlamentu Zjednoczonego Królestwa i pełnił stanowiska ministerialne w kilku rządach okresu międzywojennego.